# Виконт Марчвуд
Виконт Марчвуд (англ. Viscount Marchwood) из Пенанга и Марчвуда в графстве Саутгемптон — наследственный титул в системе Пэрства Соединённого королевства. Он был создан 13 сентября 1945 года для предпринимателя и консервативного политика Фредерика Пенни, 1-го барона Марчвуда (1876—1955). 19 июня 1933 года он уже получил титулы баронета из Марчвуда в графстве Саутгемптон (Баронетство Соединённого королевства), а 8 июня 1937 года для него был создан титул барона Марчвуда из Пенанга и Марчвуда в графстве Саутгемптон (Пэрство Соединённого королевства). Фредерик Пенни был депутатом Палаты общин от Кингстон-апон-Темс (1922—1937), а также занимал посты вице-камергера королевского двора (1931—1932), контролера королевского двора (1932—1935) и казначея королевского двора (1935—1937).
По состоянию на 2025 год носителем титула являлся его правнук, Питер Джордж Уорсли Пенни, 4-й виконт Марчвуд (род. 1965), который сменил своего отца в 2022 году.

## Виконты Марчвуд (1945)
- 1945—1955: Фредерик Джордж Пенни, 1-й виконт Марчвуд (10 марта 1876 — 1 января 1955), второй сын Фредерика Джеймса Пенни (1849—1934);
- 1955—1979: Питер Джордж Пенни, 2-й виконт Марчвуд (7 ноября 1912 — 6 апреля 1979), единственный сын предыдущего;
- 1979—2022: Дэвид Джордж Стэйвли Пенни, 3-й виконт Марчвуд (22 мая 1936 — 3 октября 2022), старший сын предыдущего;
- 2022 — настоящее время: Питер Джордж Уорсли Пенни, 4-й виконт Марчвуд (род. 8 октября 1965), старший сын предыдущего;
  - Наследник: достопочтенный Кристофер Кит Дэвид Джордж Пенни (род. 8 сентября 1999), единственный сын предыдущего.